# Rosa Luxemburg
Rosa Luxemburg (polska: Róża Luksemburg), född 5 mars 1871 i Zamość i Kejsardömet Ryssland (nuvarande Polen), död (mördad) 15 januari 1919 i Berlin i Weimarrepubliken, var en polsk-tysk socialist (socialdemokrat och senare kommunist) av judisk härkomst. 

## Biografi

### Bakgrund och uppväxt
Rosa Luxemburg var det femte och sist födda barnet till Eliasz och Line (född Löwenstein) Luxemburg. Det är inte helt fastställt när hon föddes. På hennes födelseattest ändrades tidpunkten till 25 december 1870, men själv hävdade hon att hon var yngre. Enligt biografin som skrevs av Peter Nettl anses numera att den 5 mars 1871 var hennes rätta födelsedatum. Rosa Luxemburg var kortväxt och hade svårt att gå på grund av en höftsjukdom i barndomen. År 1873 flyttade familjen till Warszawa för att barnen skulle få en bättre utbildning. Rosa lyckades bra i skolan och blev tidigt intresserad av litteratur och började redan som ung skriva noveller. Hon sökte sig mycket till politiska och antiryska kretsar (delar av Polen var då en del av Kejsardömet Ryssland). Från 1886 engagerade sig Luxemburg för det polska arbetarpartiet Proletariat. Partiet fanns sedan 1882 och var ett av de första i Europa som organiserade en stor strejk. På grund av strejken avrättades eller fängslades flera av partiets ledare, bland andra Stanisław Kunicki, och partiet blev officiellt upplöst. Några undergrupper agerade fortfarande i hemlighet. Luxemburg anslöt sig till en av dessa grupper. År 1889 var hon nära att upptäckas av polisen, men lyckades fly till Schweiz.

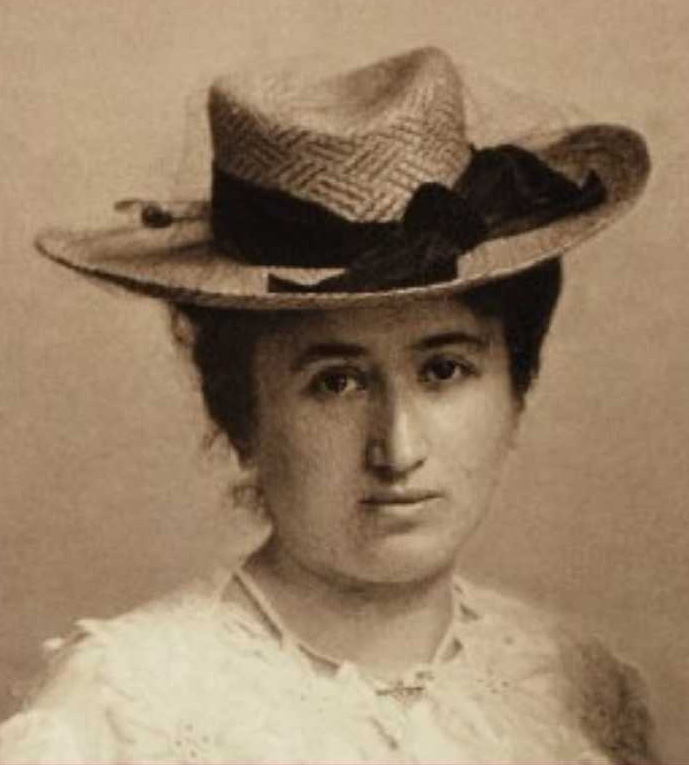
Rosa Luxemburg 1895.

### Studier och flytt till Tyskland
I Schweiz började Luxemburg studera vid Zürichs universitet, först naturvetenskap och sedan nationalekonomi. År 1898 blev hon filosofie doktor på en avhandling om Polens industriella utveckling med betyget magna cum laude. I Schweiz fick hon också kontakt med andra socialister i exil, bland dem Leo Jogiches.
Hon ingick 1898 skenäktenskap med Gustav Lübeck för att få tyskt medborgarskap, och flyttade till Berlin, där hon samma år gick med i det tyska socialdemokratiska partiet (SPD). Hon skrev i socialdemokratins tidskrift Die Neue Zeit, där hon 1904 polemiserade mot Lenin om den ryska socialdemokratins organisationsform och avvisade hans krav på en centralistisk ledning.

### Tiden fram till första världskriget

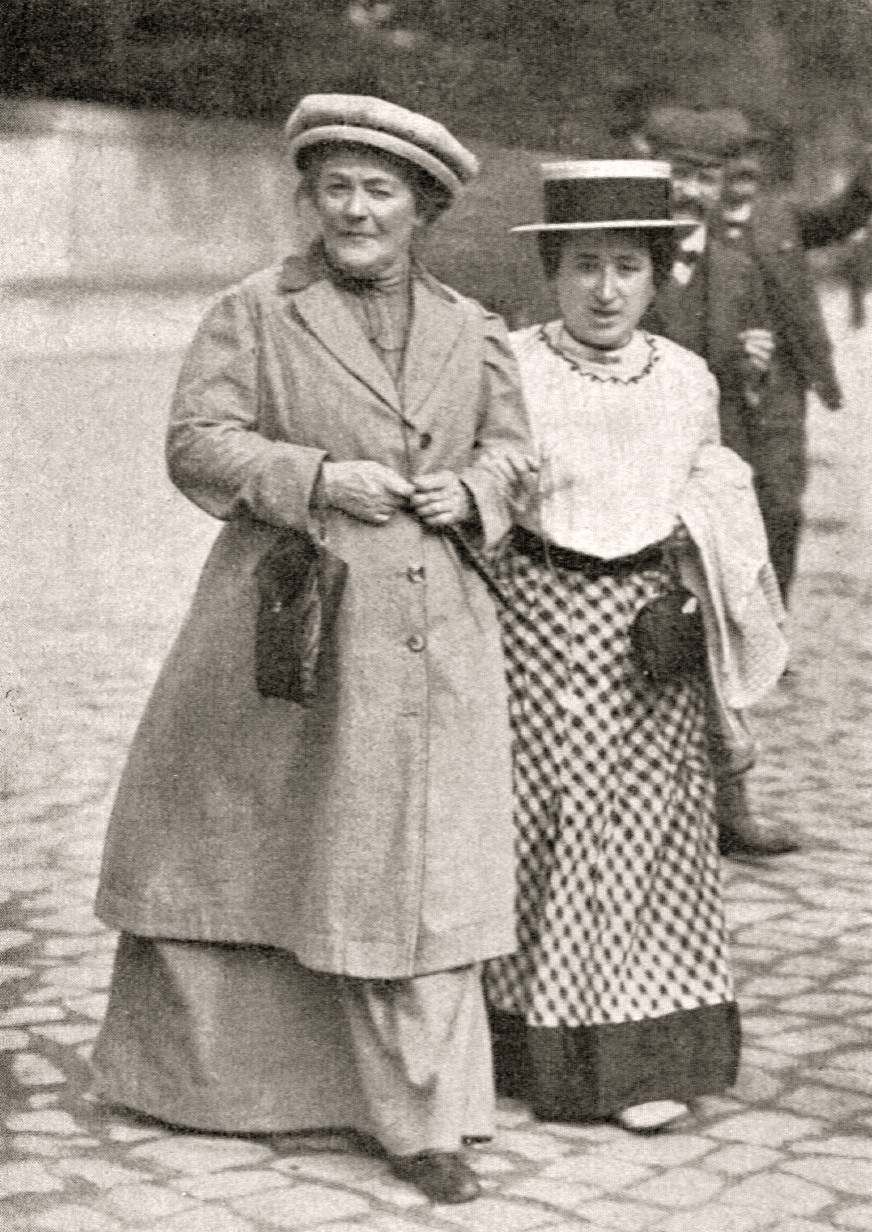
Rosa Luxemburg (till höger) med Clara Zetkin 1910.

I juni 1904 blev hon för första gången dömd till fängelse (för ärekränkning av kejsar Vilhelm II). Innan strafftiden var över blev hon frisläppt genom en allmän amnesti i samband med den sachsiske kungen Fredrik Augusts tronbestigning. Hon vägrade dock att ta emot en gåva från en kung, och stannade kvar i cellen, tills hon blev avhyst.[källa behövs]
Mellan 1907 och 1914 undervisade hon vid partiets skola i Berlin, då hon också blev en framträdande socialistisk teoretiker och grundare av den så kallade luxemburgismen. 

### Första världskriget
Luxemburg motsatte sig SPD:s reformistiska politik och den socialdemokratiska rörelsens alltmer centralistiska och hierarkiska struktur, som ökade klyftan mellan ledningen och fotfolket. I opposition mot SPD:s pro-krigspolitik bildade hon 1916, tillsammans med Karl Liebknecht, Leo Jogiches och Clara Zetkin, Spartacusförbundet, och därefter, med bland andra Karl Kautsky 1917, det tyska oavhängiga socialdemokratiska partiet (USPD). Efter den ryska oktoberrevolutionen 1917 riktade hon, i sin bok Den ryska revolutionen, kritik mot det ryska kommunistpartiets styre, som hon fann odemokratiskt.
I augusti 1914 grundade Luxemburg tillsammans med Karl Liebknecht, Clara Zetkin och Franz Mehring Die Internationale. De skrev illegala, antikrigsbroschyrer signerade "Spartakusbund". De försökte genom sina texter att leda det tyska proletariatet mot en krigsstrejk. I juni 1916 fängslades Rosa Luxemburg och Karl Liebknecht. Vänner smugglade och publicerade illegalt hennes artiklar.

### Spartakistupproret
Efter första världskrigets tyska sammanbrott organiserade Luxemburg och Karl Liebknecht 1919 en resning i Berlin, det så kallade Spartakistupproret, som kvästes blodigt. Luxemburg och Liebknecht dödades av soldater från en så kallad frikår, Garde-Kavallerie-Schützendivision, lagligt verksam under den socialdemokratiska regeringen.
Luxemburg och Liebknecht begravdes på Zentralfriedhof Friedrichsfelde i Berlin. Socialister och kommunister besöker varje år graven den andra söndagen i januari.

## Roll
Luxemburg argumenterade mot den centralisering av makten som bland andra Lenin förespråkade, och försvarade fritt tänkande och demokrati: "Utan allmänna val, ohämmad press- och församlingsfrihet, fri kamp mellan olika uppfattningar, dör livet i varje politisk institution."
Hon vägrade att anta en ”säkrare”, marginaliserad position som en kvinnlig förebild inom den socialistiska rörelsen. Luxemburg hade en pulserande tolkning av kvinnors frigörelse och arbetarklassens frigörelse. Inom rörelsen tyckte många män att en kvinnas plats var i hemmet. Hela Luxemburgs liv var en tydlig och kraftfull utmaning att förändra den uppfattningen.
Hon var en utomstående som blev en stark kraft i de manligt dominerade inre socialistiska cirklarna i Tyskland, Polen och Ryssland. Hon bevisade sig vara en briljant politisk analytiker, ekonomisk teoretiker, författare, inspirerande lärare, kraftfull talare och revolutionär ledare med både mod och insikt.

## Eftermäle
Luxemburg har betraktats som ett revolutionärt marxistiskt alternativ till den reformistiska socialdemokratin och den diktatoriska "sovjetkommunismen". 
Rosa Luxemburg blev martyrförklarad av olika socialistiska riktningar.[källa behövs] Socialdemokrater, trotskister, leninister, anarkister har alla gjort anspråk på att föra hennes arv vidare genom att betona olika delar av hennes politiska tankar.[källa behövs]
Rosa Luxemburgs minne har hedrats bland annat genom att ett torg i östra Berlin, Rosa-Luxemburg-Platz, uppkallats efter henne 1969 under DDR. Torget ligger i omedelbar närhet till Karl-Liebknecht-Haus, Die Linkes partihögkvarter.
Poeten Paul Celan refererar indirekt till mordet på Rosa Luxemburg i dikten "Du liegst im großen Gelausche", vars sista strofer lyder "Mannen blev ett såll, kvinnan /måste simma, suggan, /för sig, för ingen, för vem som helst – / Landwehrkanal kommer inte att forsa / Ingenting/stoppar upp."
Allt som fanns utgivet av henne brändes av nazister under bokbålen runt om i Nazityskland 1933.